# Micrurus pacaraimae
Espèce
Micrurus pacaraimae est une espèce de serpents de la famille des Elapidae. 

## Répartition
Cette espèce est endémique du Roraima au Brésil.

## Description
L'holotype de Micrurus pacaraimae, un mâle, mesure 355 mm dont 42 mm pour la queue.

## Étymologie
Son nom d'espèce fait référence au lieu de sa découverte, Vila Pacaraima.

## Publication originale
- Morato de Carvalho, 2002 : Descrição de uma nova espécie de Micrurus do Estado de Roraima, Brasil (Serpentes, Elapidae). Papéis Avulsos de Zoologia, Museu de Zoologia da Universidade de São Paulo, vol. 42, n. 8, p. 183-192 (texte intégral).